# Un viaje al más allá
 Un viaje al más allá es una película en blanco y negro de Argentina dirigida por Enrique Carreras sobre el guion de José Dominiani y Alexis de Arancibia según una idea de Ricky Torres que se estrenó el 28 de mayo de 1964 y que tuvo como protagonistas a  Mercedes Carreras, Jorge Salcedo, María Luisa Santés, Palito Ortega y Guillermo Battaglia. Fue filmada parcialmente en Lima, Perú.

## Sinopsis
Una joven limeña, atormentada por el sueño de una vida anterior, vuelve a repetirla al encontrarse con un hombre.

## Reparto
- Mercedes Carreras
- Jorge Salcedo
- María Luisa Santés
- Guillermo Battaglia
- Fabio Zerpa
- Lilian Valmar
- Augusto Bonardo
- Romualdo Quiroga
- Cristina Berys
- Palito Ortega

## Comentarios
En nota firmada como V.T. dijo el diario Pregón sobre el filme:

”Un incesante parloteo y un deseo nunca alcanzado de frisar lo poético mediante enfoques del mar de árboles en la penumbra y rostros quejumbrosos mojados por la lluvia.”